# Candelaria, La Independencia
Candelaria är en ort i Mexiko.   Den ligger i kommunen La Independencia och delstaten Chiapas, i den sydöstra delen av landet, 900 km öster om huvudstaden Mexico City. Candelaria ligger 1 127 meter över havet och antalet invånare är 368.
Terrängen runt Candelaria är lite bergig. Runt Candelaria är det ganska tätbefolkat, med 52 invånare per kvadratkilometer. Närmaste större samhälle är San Isidro el Zapotal, 5,1 km sydost om Candelaria. I omgivningarna runt Candelaria växer i huvudsak städsegrön lövskog.